# ماگدالنا کوژنا
ماگدالنا کوژِنا (چکی: Magdalena Kožená؛ چکی: [ˈmaɡdalɛna ˈkoʒɛna:] زادهٔ ۱۹۷۳) خواننده اپرا با صدای متزو-سوپرانوی اهل جمهوری چک است. او دو بار در سال‌های ۲۰۰۱ و ۲۰۰۴ به ترتیب برندهٔ جایزه گرامافون «بهترین تک‌خوانی» و جایزه گرامافون «هنرمند سال» شده است.